# Kandijski rat
Kandijski rat, također i Kretski rat, (grčki: Κρητικός Πόλεμος, turski: Girit'in Fethi) naziv je za peti Mletačko-osmanski rat, vođen u razdoblju od 1645. do 1669., rat Mletačke Republike i njenih saveznika (među kojima su najjači bili Malteški red, Papinska Država i Kraljevina Francuska) protiv Osmanskog Carstva i Berberskih država. Rat je uglavnom vođen oko otoka Krete (Candia), mletačkog najvećeg i najbogatijeg prekomorskog posjeda. U njemu su sudjelovale i vojne postrojbe drugih europskih vladara (njemačke, francuske, papinske države), a nemali teret rata podnijeli su i južnoslavenski narodi pod mletačkim i osmanlijskim vrhovništvom. Ratne operacije vođene su na Kreti (posebno u gradu Heraklionu), na moru (Egejsko more), te u Dalmaciji. 
Osmanlije su u prvih nekoliko godina rata uspjeli osvojiti cijelu Kretu osim utvrđenog Herakliona (tada Kandija, tal. Candia), koji je uspješno odolijevao napadima. Osmanska opsada Kandije se odužila, što je natjeralo obje strane da se fokusiraju na ojačavanje vlastitih linije opskrbe prema Kreti i ometanje neprijateljskih. S obzirom na to da su Osmanlije bili brojčano jači, Mlečani su svoju jedinu šansu za pobjedu vidjeli u prekidu osmanskih linija opskrbe i ometanje dovođenja novog ljudstva. Rat se, stoga, pretvorio u niz pomorskih bitaka. Mlečani su imali pomoć brojnih zapadnoeuropskih država koje je poticao papa, i u oživljenom duhu križarskih ratova slale Mlečanima pomoć u obliku ljudstva, brodova i opskrbe. Venecija je tijekom cijelog rata održala premoć na moru, pobjeđujući u većini pomorskih bitaka, no napori da se blokira kanal Dardaneli bili su samo djelomično uspješni, a Venecija ipak nije uspjela angažirati dovoljno brodova da potpuno blokira Kretu.
Osmanlije su dio svojih snaga morali angažirati na sjeveru, u Transilvaniji i prema Habsburškom Carstvu, a snagu su gubili i u unutarnjim nemirima.
Dugi sukob iscrpio je mletačku ekonomiju, koja se oslanjala na lukrativnu trgovinu s Osmanlijama. Do 1660-ih se, unatoč pomoći kršćanskih država, u Veneciji počeo osjećati zamor ratom. Turci, s druge strane, uspjevši održati svoje snage na Kreti i osvježeni pod vodstvom sposobnih vezira iz obitelji Köprülü, odlučili su se 1666. na veliku vojnu operaciju koju je nadgledao osobno veliki vezir. Ovim je počela posljednja i najkrvavija faza opsade Kandije, koja je trajala više od 2 godine, te završila pregovorima o predaji utvrde. Time je zapečaćena sudbina otoka i turska pobjeda (barem što se tiče ovog bojišta). Mirovnim ugovorom, Venecija je zadržala nekoliko izoliranih tvrđava na otocima oko Krete. Mletačka potreba za revanšom dovest će, samo 15 godina, kasnije do novog rata, iz kojeg će Mlečani izaći kao pobjednici. No, Kreta je za Mlečane bila trajno izgubljena i ostat će pod osmanskom vlašću sve do 1897. kada postaje autonomna država, da bi se 1913. Atenskim sporazumom konačno ujednila s Grčkom.

## Pozadina sukoba
Nakon gubitka Cipra u 4. osmansko-mletačkom ratu, otok Kreta (Kraljevstvo Kandija) je bio zadnji veći prekomorski posjed Venecije.:str 51. Važan strateški položaj Krete učinio ju je privlačnom metom Osmanlijama:str. 107-108, kao i veličina otoka, plodno tlo i loše stanje njenih utvrda.:str. 17.
Veneciji, sa svojom slabom vojskom i velikom ovisnošću o neprekinutoj trgovini (od čega čak je 60% upravo s Osmanlijama:str. 222.), nije bilo u interesu provocirati sukob s Osmanlijama, pa se dosljedno držala mirovnog sporazuma. Venecija je početkom 17. stoljeća bila u zalazu snage, a njena ekonomija koja je nekad davno cvala na temelju trgovine začinima s Istokom, bila je pogođena otvaranjem konkurentskih atlantskih trgovačkih ruta, kao i gubitkom njemačkog tržišta zbog tridesetogodišnjeg rata.:str 51. Pored toga, Venecija je bila upletena u niz ratova u sjevernoj Italiji, a pogodila ju je i kuga od 1629. do 1631.:str. 104–106
No, unatoč suzdržanosti Venecije, stalno je postojao potencijal za sukob s Turcima, pa je tako Venecija 7. kolovoza 1638. napala i uništila flotu Berberskih pirata koji su se bili sklonili u osmansku luku Vlorë, bombardirajući pritom i sam grad:str. 408.. Ova je akcija toliko razbjesnila sultana Murada IV. da je zaprijetio egzekucijom svih mletačkih građana u Osmanskom carstvu i uvođenjem embarga na trgovinu s Venecijom.:str. 108–109 S obzirom na to da su Osmanlije već bili uključeni u rat na drugoj strani, s Perzijom pod vlašću Safavidske dinastije, a i zahvaljujući mletačkoj odšteti od 250 000 cekina:str. 222.:str. 152., strasti su se s vremenom smirile.
No, slična epizoda 1644. godine dovela je do potpuno suprotnog ishoda: 28. rujna 1644., Malteški vitezovi napali su osmanski konvoj na svom putu od Istanbula do Aleksandrije. U konvoju je bilo više hodočasnika na hadžu, na putu prema Meki, uključujući i izbjeglog Kızlar Agu (vrhovni crni eunuh), Sünbül Aga,  kadija Kaira, te njegovateljica budućeg sultana Mehmeda IV. Tijekom napada, Sünbül Aga i mnogi drugi važni hodočasnici su pobijeni, dok je 350 muškaraca i 30 žena odvedeno s namjerom da ih se proda u roblje:str. 111.. Vitezovi su ukrcali svoj pljačkaški plijen na brod, koji je zatim na nekoliko dana pristao u maloj luci na jugu Krete, gdje je iskrcao nekoliko mornara i robova:str. 225.. Incident je razbjesnio Osmanlije, a Visoka Porta je optužila Mlečane za smišljenu urotu s Malteškim vitezovima, što su Mlečani odlučno demantirali. Na osmanskom sudu su tada prevladavali jastrebovi:str. 226., pa je incident je iskoristen kao povod za novi rat s oslabljenim Mlečanima:str 128.. Unatoč dugotrajmim pregovorima koji su trajali do dugo u 1645., i unatoč prigovorima velikog vezira Sultanzade Mehmed Paše,:str. 1246., odlučeno je da se ide u rat. Oformljena je ekspedicija od preko 50 000 vojnika i 416 brodova pod vodstvom Kapudan paše Silahdar Yusuf paše, sultanovog zeta. Otomanska ekspedicija isplovila je iz Dardanela 30. travnja 1645. u smjeru luke Navarino na Peloponezu, gdje je ostala 3 tjedna:str. 126.. Cilj ekspedicije nije javno objavljen, ali Turci su, da bi zavarali Mlečane, dali naslutiti da je krajnji cilj Malta:str 128..

## Rat

### Početne operacije na Kreti
Osmanlije su zaista uspjeli zavarati Mlečane koji su bili iznenađeni dolaskom osmanske flote na Kretu 23. lipnja 1645.:str. 126. Unatoč naporima nedavno imenovanog proveditore generala Andrea Cornera, mletačka obrana i dalje je bila u lošem stanju:str. 120.. Otočna utvrđenja bila su brojna, ali su dugo bila zanemarivana i uloženo je mnogo napora u njihov popravak:str. 107.. Zabrinuta zbog osmanskih priprema, Republika je ojačala Kretu krajem 1644. s 2.500 vojnika i opskrbom, te započela naoružavanje svoje flote, dok su papa i Toskana obećali pomoć u slučaju rata.:str. 121.
Osmanlije su prvo pristali 15 milja zapadno od Canee (Hania), gdje je lokalna vojna jedinica pobjegla pred njima.:str. 126. Zatim su napali malu otočku tvrđavu svetog Todera, čiji je zapovjednik, istranin Blasio Zulian, raznio sebe, tvrđavu i svoj garnizon da ne bi pao Osmanlijama u ruke. Osmanska vojska je potom napredovala do samog grada Canea, koji je pao 22. kolovoza, nakon 56-dnevne opsade.:str. 127. Istodobno, Mlečani su dobili pojačanje, jer je obećana pomoć počela stizati u obliku galija iz Papinske Države, Toskane, Malte i Napulja. U rujnu je osmanska flota bila u neredu, ali saveznička kršćanska flota, pod opreznim zapovjedništvom Niccolòa Ludovisija, papinog nećaka, nije uspjela iskoristiti priliku za odlučni udar.:str. 128–129 Kada su kršćanske snage 1. listopada konačno krenule u zauzimanje Canee, s flotom od oko 90 brodova, snažna osmanska obrana i nedostatak suradnje saveznika osudili su napad na propast. Ubrzo nakon toga, mletački saveznici vratili su se u svoje baze.:str. 128–129
U studenom je Silahdar Yusuf-paša ostavio jaki garnizon i vratio se prezimiti u Istanbul. Ondje je, međutim, pad u nemilost sultana te je pogubljen.:str. 227. Unatoč tome, otomanske pripreme nastavile su s ciljem obnavljanja i proširenja rata, a Mlečani su žestoko pokušavali prikupiti novac i ljude i pokušali nagnati druge europske sile da im se pridruže protiv Osmanlija. Međutim, kako je veći dio Europe bio zatvoren u žestoke antagonizme Tridesetogodišnjeg rata, njihovi prigovori su uglavnom ignorirani.:str. 131–132 Mlečani su bili teško pritisnuti ratnim financijskim zahtjevima: osim što su uveli porez na posjede na kopnu (Mletački kopneni posjedi), pribjegavali su prodaji plemićkih titula i državnih ureda kako bi napunili svoju ratnu blagajnu.:str. 131,137–138 Da bi vodio napore protiv Osmanlija, Senat je u početku imenovao 80-godišnjeg dužda Francesca Erizza, ali nakon njegove smrti početkom 1646. godine zamijenio ga je 73-godišnji Giovanni Cappello kao Capitano Generale da Mar.:str. 129.
Mlečani su pod Cappelloovim zapovjedništvom 1646. godine imali izrazito loše rezultate: nije uspio spriječiti dolazak osmanskih pojačanja pod Koca Musa-pašom u lipnju (vidi dolje),:str. 140. i napad na osmansku flote u zaljevu Hania u kolovozu nije uspio, kao ni njegov pokušaj da prekine osmansku blokadu Rettime. Kao rezultat toga, grad je pao 20. listopada, dok se citadela održala do 13. studenog.:str. 141. Tijekom zime 1646./1647. obje su strane patile od epidemije kuge, a tijekom proljeća 1647. operacije nisu znatno napredovale. Sredinom lipnja, međutim, mala osmanska jedinica uspjela je pobijediti veću jedinicu venecijanskih plaćenika. Ovaj osmanski uspjeh otvorio je put lokalnom zapovjedniku Gazi Husein-paši, do osvajanja istočne polovice otoka, osim tvrđave Siteia.:str. 147. Mlečani i lokalno stanovništvo pretrpjeli su teške gubitke: procjenjuje se da je do 1648. godine gotovo 40% kretskog stanovništva umrlo od bolesti ili ratnih sukoba:str. 148., a 1677. predratno stanovništvo otoka od ca. 260.000 je palo na oko 80.000.:str. 196. Početkom 1648. godine sva je Kreta, osim Kandije i nekoliko utvrđenja poput otoka Gramvousa, bila u osmanskim rukama.:str. 227.

### Počinje opsada Kandije
Opsada Kandije počela je u svibnju 1648. Osmanlije su provele 3 mjeseca proučavajući grad, kojem su bili odsjekli i dotok vode. Opsada će na kraju potrajati do 1669. godine, što je čini drugom najduljom opsadom u povijesti nakon opsade Ceute 1694. – 1727. od strane Maora pod vodstvom Moulaya Ismaila. Položaj Osmanlija je konstantno bio ugrožen lošom opskrbom zbog napada kršćanske flote na njihove brodove koji su dovozili zalihe i pojačanja u ljudstvu u Egejskom moru.:str. 150. Također, Osmanlije je ometala i kaotična situacija u zemlji, gdje je sultan Ibrahim I. vodio nedosljednu politiku i vrlo često provodio skupne egzekucije vodećih državnih dužnosnika. Ibrahima je to na kraju koštalo trona, pa je svrgnut i zamijenjen svojim sinom Mehmedom IV., što je bio uvod u još jedan period nestabilnosti vlasti u Osmanskom Carstvu.:str. 151–153
Problemi s opskrbom natjerali su osmanskog zapovjednika Gazi Husein Pašu da početkom 1649. prekine opsadu, no opsada je nakratko nastavljena na dva mjeseca, prilikom dolaska osmanske flote u lipnju.:str. 158. Osmanlije su napale utvrđenja, ispaljujući preko 70 mina, no branitelji su izdržali napade. Osmanlije su pritom izgubili preko 1000 ljudi, a kako je došlo i do povlačenja 1500 janjičara, uz nedostatak bilo kakvih dodatnih pojačanja u ljudstvu, Husein Paša nije imao drugog izbora nego se tijekom 1650. ograničiti na najužu  moguću blokadu Kandije.:str. 158. Osmanlije su ojačali svoje položaje izgradnjom 3 utvrde u području Canee, a dolazak pojačanja krajem 1650. omogućilo im je nastavak uske blokade.:str. 159. Unatoč mletačkoj blokadi Dardanela i političkoj neatabilnosti na osmanskom dvoru, Osmanlije su uspijevale zadržati kvalitetnu opskrbu, dovoljno da održe opsadu, ali ipak nedovoljno za pokretanje ozbiljnijih ofenzivnih akcija prema samom gradu Kandiji. Godine 1653., Osmanlije su osvojile otočnu tvrđavu Selino u zaljevu Suda, dok je utvrda San Toledo, osvojena nekoliko godina ranije, nanovo utvrđena.:str. 167. Mletački uspjesi u pomorskom ratovanju tijekom sljedećih nekoliko godina su smanjili ofenzivne sposobnosti Osmanskih snaga na Kreti, no Osmanlije su uspjeli zadržati Kandiju pod opsadom i zadržati sva osvojena područja na Kreti do dolaska nove osmanske ekspedicije 1666.

### Pomorski rat

#### Prve bitke, 1645. – 1654.
Venecija se nije mogla izravno suprotstaviti velikim osmanskim ekspedicijskim snagama na Kreti, ali posjedovala je dobru mornaricu koja je mogla intervenirati i presjeći osmanske opskrbne putove.:str. 85. Godine 1645., Mlečani i njihovi saveznici posjedovali su flotu od 60-70 galija, 4 galijaca i oko 36 galijuna. Mlečani su također bili superiorni u korištenju mješovite flote i galija i jedrenjaka, dok se u početku Osmanska mornarica gotovo isključivo oslanjala na galije.:str. 231. Kako bi pojačali svoje snage, oba su protivnika unajmila svoje naoružane trgovce iz Nizozemske, a kasnije i iz Engleske (posebno Osmanlije).:str. 631.
Prva mletačka operacija bio je pokušaj blokade Dardanela 1646. godine. Da bi zaustavio opskrbu osmanskim snagama na Kreti, snaga od 23 venecijanska broda pod vodstvom Tommasa Morosinija pretražila je Egejsko more u potrazi za osmanskim brodovima i pokušala zauzeti strateški važan otok Tenedos na ulazu u Dardanele. Kapudan-paša Koca Musa predvodio je flotu od 80 ratnih brodova protiv Mlečana, ali je njegova flota 26. svibnja vraćena na Dardanele.:str. 139. Međutim, flota za blokadu nije uspjela zaustaviti sljedeći izlaz osmanske flote 4. lipnja, kada je nedostatak vjetra osmanskim galijama omogućio da izbjegnu venecijanske jedrenjake. Osmanlije su tako mogle nesmetano iskrcati nove trupe i zalihe na Kretu.:str. 139.-140. Napori mletačke flote da se suprotstavi osmanskim kopnenim operacijama na Kreti također su propali, kombinacijom bojažljivosti zapovjednika, kašnjenja u plaćanju posadi i epidemije kuge.:str. 140.-141.
Mlečani su 27. siječnja 1647. izgubili Tommasa Morosinija, kada je njegov brod bio prisiljen suočiti se s cijelom osmanskom flotom od 45 galija. U borbi koja je uslijedila Morosini je ubijen, ali je uspio nanijeti značajne žrtve Osmanlijama, uključujući i samog Kocu Musa-pašu. Sam brod spašen je pravovremenim dolaskom venecijanske flote pod vodstvom novog general-kapetana Giovannija Battiste Grimanija. Ovo zaostajanje, gdje je jedan brod nanio takvu štetu i žrtve čitavoj osmanskoj floti, bio je glavni udarac za osmanski moral.:str. 146. Unatoč nekim uspjesima poput prepada u Češmeu, ostatak godine bio je neuspješan za Mlečane, jer nekoliko pokušaja blokade osmanskih luka nije uspjelo zaustaviti dotok opskrbe i pojačanja na Kretu.:str. 147.-148.
Mlečani su se vratili na Dardanele 1648. godine. Unatoč gubitku mnogih brodova i samog admirala Grimanija u oluji sredinom ožujka,:str. 149. pojačanje pod Giacomom da Rivom vratilo je mletačku flotu na punu snagu (oko 65 plovila) i omogućilo im da uspješno blokiraju tjesnace cijelu godinu.:str. 150. Osmanlije su se tome djelomično suprotstavili izgradnjom nove flote u Češmeu, prisiljavajući Mlečane da podijele svoje snage,:str. 150. a 1649. ojačana osmanska flota pod vodstvom Kapudan-paše Voinok Ahmeda prekinula je blokadu.:str. 227. Usprkos pobjedi nad osmanskom flotom u svom sidrištu kod Fokeje 12. svibnja 1649., zarobivši ili uništivši nekoliko brodova, da Riva nije uspio spriječiti osmansku armadu da na kraju dođe do Krete.:str. 155. To je naglasilo slabost venecijanskog položaja: održavanje dugih blokada galijama bio je suštinski težak zadatak, a Republika nije imala dovoljno brodova da istodobno kontrolira i Dardanele i prolaz Hij.:str. 85. Uz to, u velikom razvoju događaja, 1648. godine, Osmanlije su na sastanku kojim je predsjedavao sam sultan odlučili izgraditi i upotrijebiti i galijune u svojoj floti, umjesto da se do sada oslanjaju isključivo na galije na vesla. :str. 426., 429.
Većinu 1650. mletačka flota od 41 plovila održavala je blokadu Dardanela, zabranjujući Haideragazade Mehmed-paši da plovi za Kretu. Zamijenio ga je kasno godine Hozamzade Ali-paša, guverner Rodosa, koji je pametnom smicalicom prošao blokadu: čekajući zimu, kada su Mlečani povukli svoje snage, okupio je mali broj brodova i ukrcao nekoliko tisuća vojnika s mnogo zaliha i nesmetano doplovio na Kretu.:str. 159.
Dana 10. srpnja 1651. godine, prva značajna pomorska bitka u ratu vođena je južno od Naksosa, trodnevni angažman u kojem su Mlečani s 58 brodova pod vodstvom Alvisea Moceniga pobjedili dvostruko veću osmansku flotu.:str. 163.-164. Ostaci osmanske flote povukli su se na Rodos, odakle su, međutim, uspjeli doći do Kandije. Moceniga je ubrzo zamijenio Leonardo Foscolo, ali obje strane nisu postigle puno u sljedeće dvije godine, iako su Osmanlije uspjele opskrbiti svoje snage na Kreti, a flotu zadržati netaknutom.:str. 164.-169.

#### Bitke za Dardanele, 1654. – 1657.
Godine 1654., Osmanlije su ojačali svoju vojsku: Arsenal (Tersâne-i Âmire) u Zlatnom rogu proizveo je nove ratne brodove, a eskadrile iz Tripolitanije i Tunisa stigle su kako bi ojačale osmansku flotu:str. 170. Ojačana osmanska flota koja je isplovljavala s Dardanela početkom svibnja brojala je 79 brodova (40 jedrenjaka, 33 galije i 6 galeja), a dodatne 22 galije s područja Egejskog mora i 14 brodova s Barbaryja stajale su ispred tjesnaca da ojačaju osmanski nadzor.:str. 172. Osmanlije su s ovim snagama znatno nadmašili mletačku flotu koja se s 26 brodova blokadirala tjesnac pod vodstvom Giuseppea Dolfina.:str. 173. Bitka koja je uslijedila rezultirala osmanskom pobjedom. No, s obzirom na uspješan bijeg mletačke flote od nadmoćnijih osmanskih snaga, zajedno s izvještajima o velikim žrtvama Osmanlija i velikom hrabrošću koju su pokazale venecijanske posade, Mlečani su na ovu bitku gledali kao na moralnu pobjedu.:str. 174.-177. Osmanska flota, sada pojačana egejskim i barbarskim eskadrilima, opljačkala je venecijanski otok Tinos, ali se povukla već nakon kratkog okršaja s Mlečanima pod vodstvom Alvisea Moceniga 21. lipnja. Kara Murad-paša uspio je izbjeći Venecijance do kraja godine, dok su obje flote plovile tamo-amo Egejeskim morem, prije nego što se u rujnu vratio na Dardanele zbog uznemirenosti među janjičarima u floti.:str. 178. Posljednji mjeseci 1654. obilježeni su značajnom promjenom mletačkog vodstva: Mocenigo je umro u Candiji, a naslijedio ga je Francesco Morosini, vršitelj dužnosti generalnog kapetana mora, koji se istaknuo u prethodnim bitkama.
Morosini je pokrenuo energičniji pristup u mletačkom ratovanju: u proljeće 1655., napao je osmansko skladište u Aigini i srušio lučki grad Volos u noćnom napadu 23. ožujka. Početkom lipnja Morosini je otplovio do Dardanela, čekajući isplovljavanje osmanske flote, koja je međutim odgođena zbog političkih previranja u osmanskoj vladi.:str. 179. Ostavljajući Lazzara Moceniga s pola flote (36 brodova) da drži stražu na tjesnacima, Morosini se vratio u Ciklade.:str. 179.-180. Međutim, tjedan dana nakon njegova odlaska, 21. lipnja, pojavila se osmanska flota, koja je brojala 143 broda pod vodstvom Mustapha-paše.:str. 180. U bitci koja je uslijedila, venecijanski su izvojevali čistu pobjedu. Osmanlijska je flota ostatak godine izbjegavala sukobe, prije nego što se povukla u zimske luke, ostavljajući Morosiniju slobodu da konačno poduzme opsadu (u konačnici ipak neuspješnu) strateški važne otočne tvrđave Malvazije (Monemvasia) s jugoistočne obale Peloponeza.:str. 181.-182. U rujnu je Morosini postavljen za novog provveditora Krete, a Lorenzo Marcello kao novi generalni kapetan mora.:str. 182.
Iako su prethodnih godina Mlečani uglavnom držali prednost nad Osmanlijama, uglavnom nadzirući Egejsko more i izvlačeći danak i regrute s njegovih otoka,:str. 409. ovu nadmoć nisu mogli pretvoriti u konkretne rezultate. Unatoč svojim porazima, Osmanlije su još uvijek mogli ploviti Egejskim morem i opskrbljivati svoje snage na Kreti,:str. 247. posebno korištenjem opskrbnih flota iz mjesta poput Aleksandrije, Rodosa, Hiosa ili Monemvazije na Peloponezu.:str. 410. No, u lipnju 1656., kombinirana venecijansko-malteška flota od 67 brodova pod Marcellom nanijela je Osmanlijskoj floti od 108 brodova pod Kenan-pašom, njihov "najgori pomorski poraz od Lepanta"::str. 182.:str. 248. Šezdeset osmanskih brodova je uništeno, 24 su zarobljena, a 5.000 ršćanskih robova s galija je pušteno na slobodu, premda su i Venecijanci i Maltežani pretrpjeli neke žrtve, uključujući gubitak general-kapetana Marcella.:str. 183. Iako je nakon ove pobjede malteški kontingent otišao, razmjeri njihovog uspjeha omogućili su Mlečanima pod vodstvom Barbada Doera da 8. srpnja zauzmu Tenedos, a 20. kolovoza Lemnos.:str. 183.-184. Koristeći dva otoka, strateški smještena blizu ulaza u tjesnace, kao prednje baze, mletačka blokada postala je mnogo učinkovitija. Kao rezultat toga, opskrba Krete bila je praktički prekinuta, a sam Carigrad trpio je nestašicu hrane tijekom sljedeće zime.:str. 251.-252.
Godine 1657., Osmanlije preokreću situaciju. Novi i energični veliki vezir, Köprülü Mehmed-paša, s gotovo diktatorskim autoritetom, imenovan je u rujnu 1656. godine i ponovno je ojačao osmanske ratne napore.:str. 190. Flota je ojačana pod novim kapudan-pašom, Topal Mehmedom a u ožujku su Osmanlije uspjeli izbjeći mletačku blokadu tjesnaca i zaplovili prema Tenedosu. Međutim, nisu napali otok, jer je mletački garnizon bio prejak.:str. 185. U svibnju su Venecijanci pod vodstvom Lazzara Moceniga postigli neke manje pobjede, 3. svibnja i dva tjedna kasnije kod Suazicha. Ojačan papinskim i malteškim brodovima, Mocenigo je doplovio do Dardanela, čekajući obnovljeni prodor osmanske flote, koji je došao 17. srpnja. Zbog nesuglasica među kršćanskim zapovjednicima, saveznička borbena linija nije bila u potpunosti formirana, a osmanska je flota uspjela napustiti Narrows prije nego što se pridružila bitci.:str. 186. Bitka se sastojala od niza akcija tijekom tri dana, dok su obje flote plutale južno i zapadno od Dardanela u Egejsko more. Bitka je završila navečer 19. srpnja, kada je eksplozija uništila venecijansku zastavu i ubila Moceniga, prisilivši savezničku flotu da se povuče. U ovoj su borbi Mlečani Osmanlijama nanijeli veće gubitke nego što su pretrpjeli, ali Osmanlije su postigli svoj cilj: blokada je prekinuta.:str. 186.–188. Pod osobnim vodstvom Velikog vezira i ojačano ljudima i brodovima iz država Barbary:str.210., osmanska je flota nastavila opskrbljivati Lemnos, 31. kolovoza, a Tenedos, 12. studenoga, rušeći tako nadu Mlečana da bi mogli ponovne uspostaviti jednako jaku blokade kao i prije.:str. 189.:str. 256.

#### Pat-pozicija, 1658. – 1666.
Godine 1658. godine osmanska je vojna moć bila usmjerena na sjever, u kampanji protiv Jurja II. Rákóczija, princa Transilvanije, što se pretvorilo u dugi sukob s Habsburgovcima. Sljedećih nekoliko godina mletačka je flota, ponovno pod zapovjedništvom Morosinija, bezuspješno pokušavala održati blokadu tjesnaca Dardanelli. Morosini je također nastavio taktiku napadaju turske utvrde: a opsada otoku Santa Maura (Lefkada) u kolovozu 1658. nije uspio, ali u 1659., Mlečani, uz pomoć Maniota, preoteli Kalamatu na Peloponezu, zatim Torone u Halkidikii, Karistos u Eubeji i Češme. Međutim, budući da Venecija nije mogla priuštiti da pošalje svoju vojsku da zauzme ta mjesta, ovi napadi nisu Mlačanima donijeli bitni napredak. S osmanske strane, Köprülü Mehmed naredio je izgradnju dviju novih utvrda, Sedd el Bahr ("Rampart of Sea") i Kilid Bahr ("Ključ mora"), na europskoj obali ulaza u Dardanele, da bi spriječili Mlečane da ponovno uđu u tjesnac.

### Pad Kandije
Nova osmanska vojska stigla je na otok tijekom zime 1666./67., a 22. svibnja započela je završna faza opsade koju je nadzirao sam veliki vezir. Trajalla je 28 mjeseci. U napadima koji su uslijedili, život je izgubilo 108 000 Turaka i 29 088 kršćana. Među tim žrtvama bilo je 280 venecijanskih plemića, što je otprilike četvrtina Velikog vijeća. Suočeni s obnovljenim osmanskim napadom i ugroženom ekonomijom, unatoč izgledima za značajnim pojačanjima iz zapadne Europe, Venecijs se 1668. nadala da će završiti rat postizanjem mirovne nagodbe s Osmanlijama.:str. 206. Zapravo, Mlečani su se nadali da će iskoristiti skori dolazak pojačanja kako bi osigurali ustupke Osmanlija.:str. 214. Admiral Andrea Valier isprva je imenovan za izaslanika, ali se razbolio i brzo ga je zamijenio stariji plemić Alvise da Molin.:str. 206.-209 Molin i njegovo veleposlanstvo otputovali su u Larissu, gdje je osmanski dvor boravio tijekom jedne od sultanovih lovačkih ekspedicija.:str. 212. Osmanlije su predložili da Venecija zadrži polovicu Krete, ali Signoria, ohrabrena daljnjim obećanjima pojačanja, posebno iz Francuske, i obnovljena previranja na osmanskom dvoru i unutar Carstva, odbila je ponudu.:str. 216.-218. Molinu, kojega su Osmanlije prevezle u Caneu na Kreti, naređeno je da nastavi pregovore i nastavi promatrati snagu i namjere Osmanlija, ali da se ne obveže ni na sebe ni na Republiku.:str. 217.-219.
Dana 19. lipnja u Kandiju je stigao prvi dio dugo očekivanog francuskog kontingenta (ukupno oko 6000 vojnika i 31 brod), pod zapovjedništvom Françoisa, vojvode od Beauforta. Drugi dio, koji obuhvaća galijsku flotu, trebao bi stići 3. srpnja.:str. 223.-224. Osmanlije su neprekidno napredovale posljednjih godina, dosegnuvši vanjske bastione tvrđave; branitelji su bili u teškoj situaciji, dok je veći dio grada Kandije ležao uništen.:str. 224.-225. Francuzi su prvi susret održali 25. lipnja. Iznenađeni, Osmanlije su brzo poraženi, ali Francuzi su se dezorganizirali među opsadnim rovovima i osmanski ih je protuudar potjerao natrag. Napad je tako završio katastrofom, koštajući Francuze oko 800 mrtvih, uključujući i samog vojvodu od Beauforta, kojeg je pogodio metak i koji je ostavljen na bojištu.:str. 225. Dolazak druge polovice francuskih ekspedicijskih snaga oživio je moral branitelja i dogovoren je kombinirani napad koji uključuje bombardiranje osmanskih opsadnih linija od strane moćne savezničke flote. Napad je započet 25. srpnja, u impresivnom prikazu vatrene moći: navodno je flota ispalila do 15 000 topovskih zrna.:str. 226. Osmanlije su, međutim, bili dobro zaštićeni svojim dubokim zemljanim utvrdama i pretrpjeli su relativno malu štetu, dok su stvari krenule po zlu za kršćansku flotu, jer je nesreća prouzročila eksploziju francuskog broda Thérèse, što je zauzvrat prouzročilo značajne žrtve među okolnim Francuzima i Venecijanskim brodovima. 
Ovaj neuspjeh, zajedno s katastrofom iz prethodnog mjeseca, dodatno je pogoršao odnose između Francuza i Venecijanaca. Nedostajalo je suradnje u nekoliko operacija koje su pokušane tijekom sljedećih nekoliko tjedana, dok su loša situacija s opskrbom, širenje bolesti među njihovim trupama i kontinuirano iscrpljivanje njihovih snaga u svakodnevnim borbama kod Kandije učinili da francuski zapovjednici posebno žele otići.:str. 226.-227. Francuski kontingent na kraju je otišao 20. kolovoza. Dva osmanska napada 25. odbijena su, ali Morosiniju je bilo jasno da se grad više ne može zadržati.:str. 227.-228. Nakon ratnog vijeća 27. kolovoza, ali bez prethodnog savjetovanja s Venecijom, odlučeno je kapitulirati. Dana 5. rujna 1669. godine grad je predan Osmanlijama, dok su preživjeli garnizoni, građani i njihovo blago evakuirani.:str. 271.:str 132. Na vlastitu inicijativu Morosini je s Osmanlijama sklopio trajni mirovni sporazum, koji je u tim okolnostima bio relativno izdašan: Venecija će zadržati egejske otoke Tinos i Kythera te izolirane otočne tvrđave Spinalonga, Gramvousa i Souda u blizini kretske obale., kao i dobici ostvareni u Dalmaciji.:str 409. 

### Dalmatinsko bojište
U isto vrijeme osmanske snage iz Bosne napadale su mletačke posjede u Dalmaciji, pokušavajući ugroziti mletačku liniju opskrbe prema Kreti, ali su doživjele više neuspjeha, pa su Mlečani proširili svoj teritorij u Dalmaciji.
Posljednji veći napad u Dalmaciji Osmanlije su izvršile 1662., napadom na okolicu Zadra i Nina i razbile jedinicu od oko 800 černida. Bitka se odvila 1666. kod Gradca.

## Sklapanje mira
Mirovnim ugovorom iz 1669. Osmansko je Carstvo osiguralo najveći dio osvojenoga otoka Krete, dok je Mletačka Republika u Dalmaciji proširila svoje posjede.

## Vanjske poveznice
- Mletački vojnik na istočnoj obali Jadrana za kandijskog rata (1645. – 1669.)